# Natuurpark Aiako Harria
Het Natuurpark Aiako Harria (Spaans: Parque natural de las Peñas de Aia/Aya/Baskisch: Aiaka Harriko parke naturala ) is een natuurpark in Baskenland in Spanje. Het natuurpark werd opgericht in 1996 en is 6105 hectare groot. Het natuurpark omvat gebergte, loofbossen. In het park komt ree, everzwijn, vale gier voor.